# Ischnus blanditus
Ischnus blanditus är en stekelart som först beskrevs av Tosquinet 1896.  Ischnus blanditus ingår i släktet Ischnus och familjen brokparasitsteklar. Inga underarter finns listade i Catalogue of Life.